# 南清河乡
南清河乡，是中华人民共和国河北省石家庄市赞皇县下辖的一个乡镇级行政单位。

## 行政区划
南清河乡下辖以下地区：
郭万井村、武家村、冯家村、嘉应寺村、北清河村、南清河村、回车村、郭庄村、北壕村、南壕村、赵堡村、九龙关村、孤山村和永丰村。